# Jean-Frédéric d'Anhalt-Zerbst
Jean-Frédéric d'Anhalt-Zerbst (né le 14 juillet 1695 à Dornbourg et mort le 11 mai 1742 à Schaffhouse) est un membre de la Maison d'Ascanie et est un prince d'Anhalt-Zerbst et un général impérial. 

## Biographie
Jean-Frédéric est un fils du prince Jean-Louis Ier d'Anhalt-Dornbourg (1656-1704) de son mariage avec Christine Éléonore (1666-1669), fille de Vollrath de Zeutsch. Très tôt orphelin, il est sous la tutelle de son oncle Charles-Guillaume d'Anhalt-Zerbst qui l'envoie faire son éducation à la cour de Gotha. Dans le cadre de son Grand Tour, il assiste au couronnement de George Ier à Londres.
En 1715, il rejoint en tant que colonel l'armée de Gotha et est président du conseil de guerre. Il participe à la guerre contre les Turcs en Hongrie et passe, sur la recommandation du Prince Eugène au service impérial. Il est nommé général en 1734, pendant la guerre de l'Empire contre la France. Il combat en Italie et devient lieutenant général en 1735. Après l'accord de paix, il se retire du service et s'installe en Suisse, à Schaffhouse et à Lausanne.
Jean-Frédéric est marié avec Cajetana de Moineau, la fille d'un capitaine du Duché de Courlande Comme elle est luthérienne, il se convertit à cette foi. Le couple n'a pas d'enfants. 

## Sources
- Johann Samuel de le Dévaloriser: Générale Encyclopädie des Sciences et des Arts, par ordre alphabétique, J. f. Gleditsch, 1842, P. 373 (texte en ligne)